# Silent Decay
Silent Decay war eine Alternative-Metal-Band aus München. Ursprünglich begann die Band mit einer Mischung aus Thrash Metal und Death Metal, baute im Laufe der Zeit aber immer mehr Elemente aus den Bereichen Neo-Thrash, Screamo oder auch Metalcore ein.

## Geschichte
Die Band wurde 1993 gegründet und existierte bis 2010. Die ersten acht Jahre fristete die Gruppe aber eher ein Schülerband-Dasein, was man anhand von nur zwei veröffentlichter Demos auch gut erkennen kann. Ab dem Jahr 2001 nahm das Ganze dann aber Form an und Silent Decay veröffentlichten bis 2003 insgesamt nochmal drei Demos.
Am 1. August 2005 erschien in Deutschland, Österreich und der Schweiz über Atomic Symphony Records das von Herman Frank (Accept, Victory) produzierte Debütalbum World of Lies. Am 31. März 2006 wurde das Album auch in Italien und England veröffentlicht. Außerdem wurde zum Lied You Stupid One ein Videoclip produziert.
Zwei Jahre später, am 21. September 2007, brachten Silent Decay ihr zweites Album The Pain of Creation auf den Markt. Aufgenommen wurde das Album im Hospital Underground Studio Holzkirchen und subverZStudio in München. Für Mix und Mastering zeichnete abermals Herman Frank verantwortlich, dieses Mal in seinem Arena 20 Studio in Hannover. Auch für das Artwork wollten Silent Decay nichts Gewöhnliches. Und so wurde Meran Karanitant verpflichtet, der u. a. schon für Six Feet Under, Hatebreed und Chimaira tätig war. Veröffentlicht wurde das Album in Deutschland, Österreich und der Schweiz beim neuen Label Artist Station Records.
Ende 2008/Anfang 2009 wurde das dritte Album mit dem Titel Kings of the Dead End Road produziert. In der Zeit von Dezember 2008 bis April 2009 wurden im Arena 20 Studio Hannover, Media Base Studio Geretsried und Hospital Underground Studio Holzkirchen zehn Songs aufgenommen. Für die Instrumentalaufnahmen zeichnete abermals Herman Frank verantwortlich. Um die Vokalparts kümmerten sich dieses Mal Jürgen Plangger und Basti Wedekind, Mix und Mastering besorgte wieder Herman Frank. Veröffentlicht wurde das Album in Deutschland, Österreich und Schweiz am 26. Juni 2009 über Artist Station Records.
Alle drei Alben wurden mit zahlreichen Tourneen und Live-Shows promotet. So traten Silent Decay in über 400 Shows, in fast ganz Europa (Deutschland, Österreich, Schweiz, Frankreich, Italien, Tschechische Republik, Slowakei und Ungarn) auf. Darunter auch als Supportact für Bands wie 36 Crazyfists, Killswitch Engage, Heaven Shall Burn, Volbeat, Kreator, Soilwork, Caliban, August Burns Red, Pro Pain, The Sorrow oder Emil Bulls.
Am 14. April 2010 verkündete die Band, dass sie sich aufgrund Zeitmangels auflösen werde. Als Abschiedsgeschenk an ihre Fans haben sie von ihrem letzten Konzert, das am 31. Juli 2010 im Backstage München stattfand, die Live-DVD Endspiel produziert, die am 26. März 2011 erschien.
Drummer Flo Schönweitz (ab 2016 dann Schmid) hat nach dem Ende von Silent Decay seine musikalische Laufbahn fortgesetzt. Von Anfang 2012 spielte er für sechs Jahre bei der deutschen Metalcore-Band Tenside (Band). In dieser Zeit veröffentlichte er mit der Gruppe zwei Studioalben und spielte zahlreiche Tourneen im In und Ausland. Unter anderem auch renommierte Festivals wie das Wacken Open Air, With Full Force und Summer Breeze.
Im Januar 2018 verkündete Schmid in einem offiziellen Statement seinen Ausstieg aus der Band, in dem er seine musikalische Karriere für endgültig beendet erklärte.

## Diskografie

### Demos
- 1995: Surrealistic Recall (MC)
- 2000: Thank God, This is Only a Game...
- 2001: Promo 2001
- 2002: Do Your Job
- 2003: Bavaria

### Alben
- 2005: World of Lies (Atomic Symphony Records / Rough Trade)
- 2007: The Pain of Creation (Artist Station Records / Soulfood)
- 2009: Kings of the Dead End Road (Artist Station Records / Soulfood)

### DVD
- 2011: Endspiel